# AI Dungeon
AI Dungeon (també conegut com a AI Dungeon 2) és un videojoc d'aventura gratis basat en text, que usa intel·ligència artificial per a generar contingut il·limitat. També permet als jugadors crear i compartir els seus propis escenaris. El joc va ser creat originalment el març de 2019, i després publicat en la seva versió web, iOS i Android el desembre de 2019.

## Desenvolupament
AI Dungeon va ser creat per Nick Walton el març de 2019 durant un hackathon, fent ús del model de predicció de text GPT-2 creat per OpenAI, que contenia 126 milions de paràmetres. Durant les seves primeres interaccions amb GPT-2, Walton es va inspirar parcialment en el joc de taula Dungeons & Dragons:

“Em vaig adonar que no hi havia cap joc disponible que et donés la mateixa llibertat per a fer qualsevol cosa com Dungeons & Dragons.”

Això li va portar a la pregunta:
"És possible fer una IA que sigui Dungeon Màster?"
La IA del joc va ser entrenada amb aproximadament 30 megabytes de contingut de chooseyourstory.com (un lloc web comunitari de contingut inspirat en librojuegos, escrit per col·laboradors de diferents nivells), permetent-li generar les seves pròpies aventures originals i donar-li respostes complexes a l'entrada de l'usuari.
No obstant això, el novembre de 2019, OpenAI va alliberar el model GPT-2 d'1,5 mil milions de paràmetres. El joc va ser actualitzat per a funcionar amb aquesta nova versió del model, i es va canviar el nom a AI Dungeon 2. El desembre de 2019, el joc va ser publicat un altre cop (per l'equip de desenvolupament de Walton, Latitude) amb una nova interfície web (5 de desembre) i aplicacions per a iOS i Android (17 de desembre). Llavors, Walton va crear una campanya de Patreon per a donar suport al desenvolupament del joc a llarg termini.
L'abril de 2020, un mode multijugador va ser afegit al joc. Allotjar una partida en aquest mode va ser originalment restringit a usuaris prèmium (encara que qualsevol jugador pot unir-se a un joc multijugador); no obstant això, el mode multijugador es va convertir en una funció gratis el juliol de 2020.
El juliol de 2020, els desenvolupadors van millorar el model per a utilitzar GPT-3 amb l'API d'OpenAI, canviant de nom el model gratis Griffin, i afegint un model prèmium anomenat Dragon, basat en el model més gran de GPT-3.

## Jugabilitat
AI Dungeon és un joc d'aventura de text en el qual els jugadors poden triar un gènere per a la història (per exemple: fantasia, misteri, apocalíptic o zombis); no obstant això, a diferència de les aventures de text tradicionals, que usen contingut predeterminat, AI Dungeon fa ús de la seva intel·ligència artificial per a generar històries il·limitades i personalitzades.
Hi ha tres mètodes d'interacció principals que poden ser utilitzats per a l'entrada de text de l'usuari:
- Fer: Ha d'estar seguit per un verb, permetent al jugador realitzar una acció.
- Dir: Ha d'estar seguit per frases de diàleg, fent possible als jugadors comunicar-se amb altres personatges.
- Història: Pot estar seguit per frases descrivint alguna cosa que passa per a progressar la història, o que els jugadors volen que la IA sàpiga per a futures accions.

També es pot proporcionar una entrada de text buida per tal que la IA generi més contingut.

### Contingut generat per l'usuari
A més de les eines preconfigurades disponibles en AI Dungeon, els jugadors també tenen la possibilitat de crear aventures enterament personalitzades des de zero, simplement descrivint la configuració en format de text. Llavors, la IA generarà una resposta, basada en l'entrada de text de l'usuari.
Les aventures personalitzades que els jugadors creen també poden ser publicades perquè altres jugadors les juguin a la seva manera. El joc proporciona una interfície per a explorar aventures publicades, juntament amb la possibilitat de deixar comentaris i un botó de «m'agrada».

### Mode multijugador
AI Dungeon també posseeix un mode multijugador, on els diferents jugadors posseeixen personatges propis, i poden prendre torns per a interactuar amb la IA en la mateixa partida. Això permet tant partides en línia en múltiples dispositius com partides locals usant un dispositiu compartit.
A diferència del mode d'un jugador, on les accions utlilitzen narració en segona persona ("tu..."), les partides multijugador utilitzen la narració en tercera persona.
El host de cada joc té permisos addicionals (comparats a aquells d'un Dungeon Màster de Dungeons & Dragons) amb els quals pot supervisar la IA i fer modificacions a les seves respostes.

### Característiques prèmium
El joc també ofereix funcionalitats addicionals per a jugadors que paguen una subscripció mensual, com ara:
- Accés a l'avançat model d'IA Dragon.
- Funció de síntesi de veu per a proporcionar narració per àudio.
- Scripts personalitzats a l'hora de crear aventures.
- La capacitat de configurar eines avançades, com la longitud i l'aleatorietat de les respostes.

## Recepció
Una setmana després de la seva segona publicació el desembre de 2019, el joc havia aconseguit més de 100.000 jugadors i més de 500.000 partides, i, el juny de 2020, el joc ja havia aconseguit 1,5 milions de jugadors.
Fins al desembre de 2019, el Patreon oficial del joc estava recaptant aproximadament $15.000 per mes.